# Коваленко Василь Наумович
Василь Наумович Коваленко (12 березня 1920 — 3 липня 1987) — капітан Радянської Армії, учасник німецько-радянської війни, Герой Радянського Союзу (1943).

## Біографія
Василь Коваленко народився 12 березня 1920 року в селі Іванове Селище (нині — Глобинський район Полтавської області України). Отримав середню спеціальну освіту, після чого працював бухгалтером в їдальні. У 1940 році Коваленко був призваний на службу в Робітничо-селянську Червону Армію. У 1942 році він закінчив курси молодших лейтенантів. З липня того ж року — на фронтах німецько-радянської війни. Брав участь в боях на Сталінградському, Воронезькому, Степовому, Донському і 2-му Українському фронтах. До вересня 1943 гвардії старший лейтенант Василь Коваленко командував батареєю 235-го гвардійського стрілецького полку 81-ї гвардійської стрілецької дивізії 7-ї гвардійської армії Степового фронту. Відзначився під час битви за Дніпро.
В ніч з 25 на 26 вересня 1943 під масованим ворожим вогнем батарея Коваленка успішно переправилася через Дніпро в районі села Бородаївка Верхньодніпровського району Дніпропетровської області Української РСР і взяла активну участь в захопленні і утриманні плацдарму на його західному березі. Тільки під час першої контратаки вранці 26 вересня артилеристи батареї знищили 4 ворожих танки. Батарея тримала оборону протягом двох діб до підходу основних сил, завдавши противнику великих втрат. 10 жовтня 1943 року під час наступу радянських військ, коли група танків і піхоти противника вийшла їм в тил, Василь Коваленко вогнем своєї батареї відрізав піхоту від танків, а потім особисто підбив два ворожі танки, взявши в полон екіпаж одного з них.
Указом Президії Верховної Ради СРСР від 26 жовтня 1943 року за «мужність і героїзм, проявлені при форсуванні Дніпра і утриманні плацдарму на його правому березі» гвардії старший лейтенант Василь Коваленко був удостоєний звання Героя Радянського Союзу з врученням ордена Леніна і медалі «Золота Зірка» за номером 1402.
У 1945 році Коваленко закінчив Ленінградську вищу офіцерську артилерійську школу. У 1946 році він був звільнений в запас. Проживав в Одесі, працював інспектором в Держторгінспекції. У 1952 році Коваленко повторно був призваний на службу, в 1956 році в званні капітана остаточно звільнений в запас. Помер 3 липня 1987 года, похований на Таїровському кладовищі Одеси.
Був також нагороджений орденами Вітчизняної війни 1-ї та 2-го ступенів, двома орденами Червоної Зірки, медалями.